# Nor Mustafa
Nor Mustafa, född 29 november 2001 i Eskilstuna, Sverige är en svensk fotbollsspelare (anfallare).
Mustafa började spela i Eskilstuna United DFF. Efter en tid utlånad till IFK Norrköping DFK gick hon över till West Ham United FC. Hon har därefter spelat för Le Havre AC och Hibernian WFC. Sedan 2023 spelar hon för Ittihad FC.